# Wakhan (okrug)
Okrug Wakhan je jedan od 28 okruga pokrajine Badahšan u istočnom Afganistanu. Smješten između Tadžikistan ana sjeveru i pakistanskog Gilgit-Baltistana i okruga Chitral na jugu, okrug razdvaja Tadžikistan i Pakistan, a istovremeno povezuje Afganistan s Kinom jer ima jedinu afganistansku granicu s Xinjiangom u Kini na istočnoj strani okruga.

## Vanjske poveznice
- Food and non-food items were given to the residents of Wakhan district of Badakhshan province na YouTubeu (Radio Television Afghanistan (RTA Pashto))
- The visit of the head of Badakhshan culture information to Wakhan na YouTubeu (RTA Dari)
- Prisoners of the Afghan Pamir na YouTubeu
- Afghanistan: In the Wakhan Corridor - The roads of the impossible na YouTubeu